# Pieza minuta
Pieza minuta (лат.) — вид короткоусых двукрылых насекомых рода Pieza из семейства Mythicomyiidae.

## Распространение
Мексика, США.

## Описание
Мелкие мухи с длиной около 1 мм. Основная окраска коричневая и чёрная. Лоб жёлтый. Брюшко буровато-чёрное с жёлтыми и белыми отметинами.  
Первая субмаргинальная ячейка крыла закрытая и треугольная, усиковый стилус, размещён субапикально на втором флагелломере. Мезонотум сплющен дорзально. Глаза  дихоптические. Вид был впервые описан в 1924 году по голотипу из Нью-Мексико, (США), а его валидный статус подтверждён в 2002 году американским диптерологом Нилом Эвенхусом (Center for Research in Entomology, Bishop Museum, Гонолулу, Гавайи, США). Видовое название дано по мелкому размеру особей.